# 1 Pułk Wojskowej Straży Granicznej
1 Pułk Wojskowej Straży Granicznej – jednostka organizacyjna Wojskowej Straży Granicznej w II Rzeczypospolitej.

## Geneza
17 grudnia 1918 szef Straży Granicznej płk Małyszko przedstawił Ministerstwu Spraw Wojskowych wstępny projekt etatów oddziałów granicznych. Na ich podstawie do końca lutego 1919 sformowano 1 pułk Straży Granicznej. W skład 1 pułku weszły: 1 dywizjon stacjonujący czasowo w Warszawie oraz 3 dywizjon SG z Mławy. 21 marca 3 dywizjon SG zmienił nazwę na II/1 pułku Straży Granicznej. Tym samym jego 1 szwadron stał się 5., a 2 szwadron 6 szwadronem 1 pułku SG.

## Przemianowanie i zmiany organizacyjne
Wiosną 1919 Straż Graniczna przeszła pod wyłączną komendę Ministerstwa Spraw Wojskowych. W ramach zmian strukturalnych nastąpiły zmiany w nazwie. Odtąd korpus SG nazywał się Wojskową Strażą Graniczną. Oddziały Wojskowej Straży Granicznej w terenie podporządkowano w całości Dowództwom Okręgów Generalnych. 1 pułk Wojskowej Straży Granicznej podporządkowany został Dowództwu Okręgu Generalnego „Warszawa”. Inspektorat Wojskowej Straży Granicznej spełniał jedynie funkcje inspektorskie na ogólnych zasadach inspektorów broni. Kontrolował stan wyszkolenia, sprawności i gotowości bojowej. Był też ogniwem łącznikowym pomiędzy odpowiednimi ministerstwami. Dowództwo pułku stacjonowało w Ostrołęce, dowództwo I dywizjonu w Łomży, a II dywizjonu w Mławie.
17 kwietnia sformowano 7 szwadron pod dowództwem kapitana Krzyżanowskiego. W czerwcu dywizjon otrzymał nowe wyposażenie produkcji amerykańskiej, a broń i amunicję – francuskie.
Rozporządzeniem ministra Spraw Wojskowych z 14 lipca 1919 wprowadzono nową organizację i dyslokację oddziałów granicznych. Dowództwo 1 pułk Wojskowej Straży Granicznej przeniesiono z Ostrołęki do Łomży. dowództwo I dywizjonu z Łomży do Szczuczyna, dowództwo II dywizjonu na czas formowania pozostawało w Łomży, a dotychczasowy III(sic!)/1 p WSG wszedł w podporządkowanie 3 pułku WSG. Faktycznie 30 lipca 1919 II dywizjon wyszedł ze składu 1 pułku  WSG i wszedł w podporządkowanie dowódcy 3 pułku Wojskowej Straży Granicznej jako I/3 p WSG. Szwadrony dywizjonu zmieniły numerację odpowiednio: 5 na 4, 6 na 1, 7 na 3 i 8 na 2.
Po sformowaniu w Łomży nowych 1,3,6 i 7 szwadronów oraz nowego dowództwa II dywizjonu, te ostatnie przeniesiono z Łomży do Myszyńca, a szwadrony rozesłano na odcinki graniczne. Ponadto przy pułku sformowano 2 szwadron szkolny i zakwaterowano go w Łomży.
Już połowie 1919 Ministerstwo Spraw Wojskowych i Inspektorat Wojskowej Straży Granicznej podjęły przygotowania do przejęcia Pomorza Gdańskiego. W związku z tym zaplanowano też przesunięcia na innych odcinkach granicy. 1 pułk Wojskowej Straży Granicznej miał ochraniać granicę od Rajgrodu do Mławy.
W lutym 1920 pułk przejął odcinek granicy zaczynający się od rz. Omulew i dalej do m. Napierki od pododdziałów 3 pułku WSG. Pułk ten nie otrzymał dodatkowych sił, a nowy odcinek obsadził drogą poszerzenia sektorów granicznych poszczególnych szwadronów w kierunku zachodnim.
24 lutego 1920 inspektor WSG nakazał pułkowi przyjąć następujące ugrupowanie: dowództwo pułku rozmieścić w Łomży, dowództwo 1 dywizjonu w Szczuczynie, a 2 dywizjonu w Chorzelach. 1 szwadron w Boguszach, 2 szwadron w Niedźwiadnej, 3 szwadron w Koźle, 5 szwadron w Dąbrowie, 6 szwadron w Zarembach, a 8 w Janowcu. Zaznaczył też, że po sformowaniu 3 i 7 szwadronu, osobiście wyznaczy miejsca służby.
3 marca 1920 wiceminister spraw wojskowych generał podporucznik Kazimierz Sosnkowski przemianował dotychczasową formację „Wojskowa Straż Graniczna” na „Strzelców Granicznych”. Pułk zmienił swoją nazwę.

## Służba graniczna
Pułk obsadzał początkowo linię graniczną Grajewo–Zieluń.

3 maja przeszedł na granice nowo sformowany 7 szwadron. Obsadził odcinek od Rudnej do Bronisława [wł.]. 5 szwadron zajął odcinek od Lawieczyna do Wylazłowa [wł.]. 6 szwadron nie spełniał wymogów pododdziału granicznego, został zdjęty z granicy i odesłany do 1 Dywizji Piechoty Legionów. W jego miejsce dywizja oddała szwadron pod dowództwem rtm. Lubinskiego w składzie 143 żołnierzy, który to przyjął numer 6. Wraz ze „starym” 6 szwadronem odesłano do wojsk liniowych także część żołnierzy 5 szwadronu będących podejrzanymi o uprawianie procederu przemytniczego.
14 lipca 1919 ukazało się rozporządzenie ministra spraw wojskowych odnośnie do dyslokacji i reorganizacji oddziałów granicznych. Zgodnie z tym rozkazem, 1 pułk Wojskowej Straży Granicznej rozlokowano na odcinku granicznym od Jeziora Rajgrodzkiego do rzeki Omulew. Dowództwo pułku przeniesiono z Ostrołęki do Łomży.

I dywizjon ochraniał odcinek od Jeziora Rajgrodzkiego do rzeki Pissy. Dowództwo 1 dywizjonu przeniesiono z Łomży do Szczuczyna. 1 szwadron po sformowaniu go w Łomży przegrupowano do Rajgrodu, 2 szwadron pozostał w Boguszach, 3 szwadron po sformowaniu w Łomży, przeniesiono do Niedźwiadnej a 4 szwadron pozostał w Kolnie.

Nowy II dywizjon 1 pułku WSG ochraniał odcinek granicy od rzeki Pissy do rzeki Omulew. Dowództwo dywizjonu sformowano w Łomży i przeniesiono do Myszyńca. 5 szwadron stacjonował w Lemanie, 6 szwadron sformowano w Łomży i przeniesiono do Krysiak, 7 szwadron stacjonował do Pełtach, 8 szwadron po przybyciu z Warszawy rozmieścił się w m. Surowe.

Dalej granice ochraniał 3 pułk Wojskowej Straży Granicznej.
Tym samym rozporządzeniem nakazano sformowanie przy pułku 2 szwadronu szkolnego WSG.

## Żołnierze pułku
Stan na dzień 5 października 1919:
- dowódca pułku – ppłk Alfred Walter[c]
  - zastępca dowódcy pułku – ppłk Sergiusz Bogucki (do 25 II 1920 → dowódca 6 pułku SG[23])
  - adiutant pułku – ppor. January Suchodolski
- dowódca 1 dywizjonu – mjr Ludwik Postępski
  - dowódca 1 szwadronu – por. Adam Podleski
  - dowódca 2 szwadronu – por. Arkadiusz Jałowiecki
  - dowódca 3 szwadronu – rtm. Rudolf Wirski
  - dowódca 4 szwadronu – rtm. Mariusz Romer
- dowódca 2 dywizjonu – mjr Leonard Samborski
  - dowódca 5 szwadronu – por. Władysław Jercho
  - dowódca 6 szwadronu – rtm. Stanisław Bebeńkowski
  - dowódca 7 szwadronu – por. Władysław Kozubski
  - dowódca 8 szwadronu – por. Wiktor Domejko
- dowódca szwadronu szkolnego – mjr Leon Żeromski

## Rozmieszczenie pułku
| Rozmieszczenie 1 pWSG w Ostrołęce 17 kwietnia 1919 (2/-): | Rozmieszczenie 1 pWSG w Ostrołęce 17 kwietnia 1919 (2/-): | Rozmieszczenie 1 pWSG w Ostrołęce 17 kwietnia 1919 (2/-): | Rozmieszczenie 1 pWSG w Ostrołęce 17 kwietnia 1919 (2/-): | Rozmieszczenie 1 pWSG w Ostrołęce 17 kwietnia 1919 (2/-): | Rozmieszczenie 1 pWSG w Ostrołęce 17 kwietnia 1919 (2/-): | Rozmieszczenie 1 pWSG w Ostrołęce 17 kwietnia 1919 (2/-): | Rozmieszczenie 1 pWSG w Ostrołęce 17 kwietnia 1919 (2/-): | Rozmieszczenie 1 pWSG w Ostrołęce 17 kwietnia 1919 (2/-): |
| I/1 pWSG w Łomży (5/35)                                   | I/1 pWSG w Łomży (5/35)                                   | I/1 pWSG w Łomży (5/35)                                   | I/1 pWSG w Łomży (5/35)                                   | I/1 pWSG w Łomży (5/35)                                   | II/1 pWSG w Mławie (5/24)                                 | II/1 pWSG w Mławie (5/24)                                 | II/1 pWSG w Mławie (5/24)                                 | II/1 pWSG w Mławie (5/24)                                 |
| --------------------------------------------------------- | --------------------------------------------------------- | --------------------------------------------------------- | --------------------------------------------------------- | --------------------------------------------------------- | --------------------------------------------------------- | --------------------------------------------------------- | --------------------------------------------------------- | --------------------------------------------------------- |
| szwadrony                                                 | 1. Łomża                                                  | 2. Bogusze (5/85)                                         | 3. Warszawa (4/200)                                       | 4. Kolno (3/112)                                          | 5. Krempa (5/143)                                         | 6. Chorzele (4/140)                                       | 7. Pepłówek (3/101)                                       | 8. Mława (1/190)                                          |
| Rozmieszczenie 1 pWSG w Łomży w lipcu 1919:               |                                                           |                                                           |                                                           |                                                           |                                                           |                                                           |                                                           |                                                           |
| I/1 pWSG w Szczuczynie                                    | I/1 pWSG w Szczuczynie                                    | I/1 pWSG w Szczuczynie                                    | I/1 pWSG w Szczuczynie                                    | I/1 pWSG w Szczuczynie                                    | II/1 pWSG w Myszyńcu                                      | II/1 pWSG w Myszyńcu                                      | II/1 pWSG w Myszyńcu                                      | II/1 pWSG w Myszyńcu                                      |
| szwadrony                                                 | 1. Rajgród                                                | 2. Bogusze                                                | 3. Niedźwiadna                                            | 4. Kolno                                                  | 5. Leman                                                  | 6. Krysiaki                                               | 7. Pełty                                                  | 8. Surowe                                                 |
| Rozmieszczenie 1 pWSG w Łomży na dzień 25 lutego 1920     |                                                           |                                                           |                                                           |                                                           |                                                           |                                                           |                                                           |                                                           |
| I/1 pWSG w Szczuczynie                                    | I/1 pWSG w Szczuczynie                                    | I/1 pWSG w Szczuczynie                                    | I/1 pWSG w Szczuczynie                                    | I/1 pWSG w Szczuczynie                                    | II/1 pWSG w Myszyńcu                                      | II/1 pWSG w Myszyńcu                                      | II/1 pWSG w Myszyńcu                                      | II/1 pWSG w Myszyńcu                                      |
| szwadrony                                                 | 1. Bogusze                                                | 2. Niedżwiadna                                            | 3.                                                        | 4. Kozioł                                                 | 5. Dąbrowy                                                | 6. Zaręby                                                 | 7.                                                        | 8. Janowiec                                               |
| placówki                                                  | Tworki                                                    | Rakowo                                                    |                                                           | Brzozowo                                                  | Warmiak                                                   | Chorzele                                                  |                                                           | Janowo                                                    |
| placówki                                                  | Przestrzele                                               | Czarniówek                                                |                                                           | Bialiki                                                   | Grondzkie                                                 | Łazy                                                      |                                                           | Smolany                                                   |
| placówki                                                  | Rydzewo                                                   | Kurki                                                     |                                                           | Wincenta                                                  | Pełty                                                     | Wasiły                                                    |                                                           | Trząski                                                   |
| placówki                                                  | Mirucie                                                   | Milewo                                                    |                                                           | Łacha                                                     | Cyk                                                       | Wólka                                                     |                                                           | Zdzięty                                                   |
| placówki                                                  | Konopki                                                   | Truszki-Patory                                            |                                                           | Zimna                                                     | Ruchaje                                                   | Ryki-Borkowo                                              |                                                           | Gołębie                                                   |
| placówki                                                  | Cyprki                                                    | Kumelsk                                                   |                                                           | Leman                                                     | Surowe                                                    |                                                           |                                                           | Bonisław                                                  |
| placówki                                                  | Tarachy                                                   | Filipki Małe                                              |                                                           | Łączki                                                    |                                                           |                                                           |                                                           | Pepłówek                                                  |
| placówki                                                  |                                                           |                                                           | Antonia                                                   |                                                           |                                                           |                                                           |                                                           |                                                           |

## Przekształcenia
- 1 dywizjon Straży Granicznej → I dywizjon 1 pułku Straży Granicznej → I dywizjon 1 pułku Wojskowej Straży Granicznej → I dywizjon 1 pułku Strzelców Granicznych
- 3 dywizjon Straży Granicznej → II dywizjon 1 pułku Straży Granicznej → II dywizjon 1 pułku Wojskowej Straży Granicznej → I dywizjon 3 pułku Wojskowej Straży Granicznej → I dywizjon 3 pułku Strzelców Granicznych